# Хореманс, Ян Йозеф

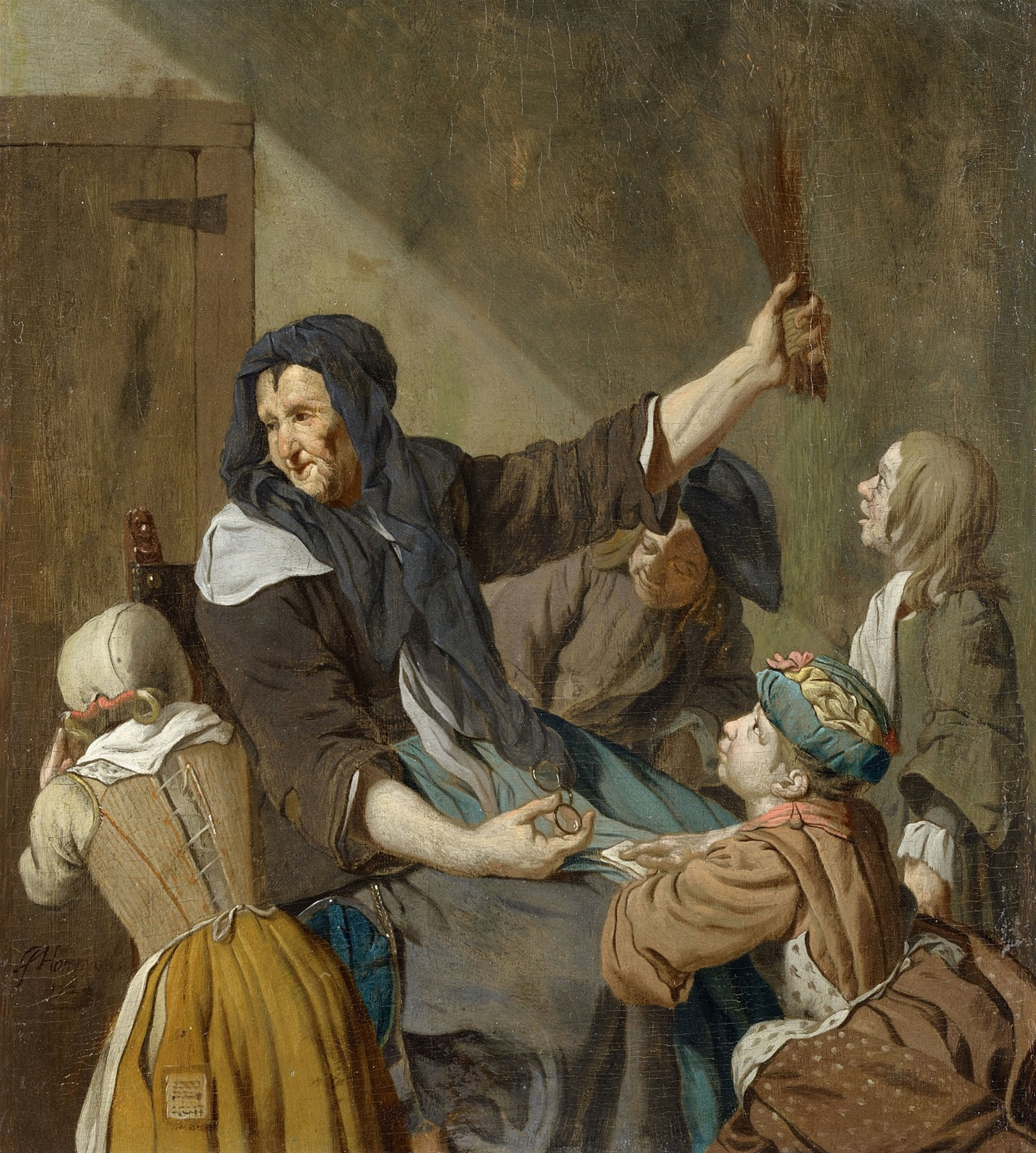
The lesson

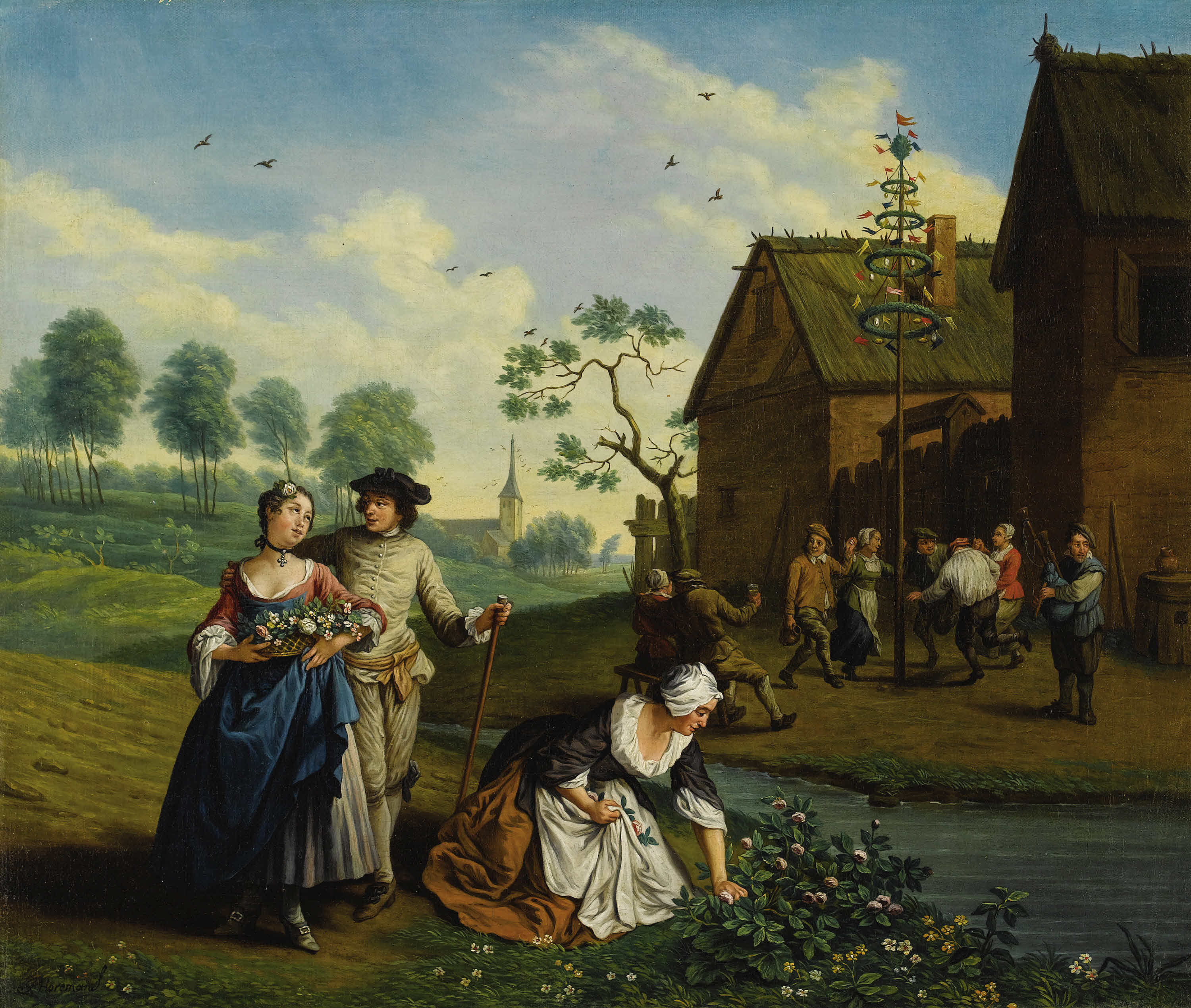
Spring

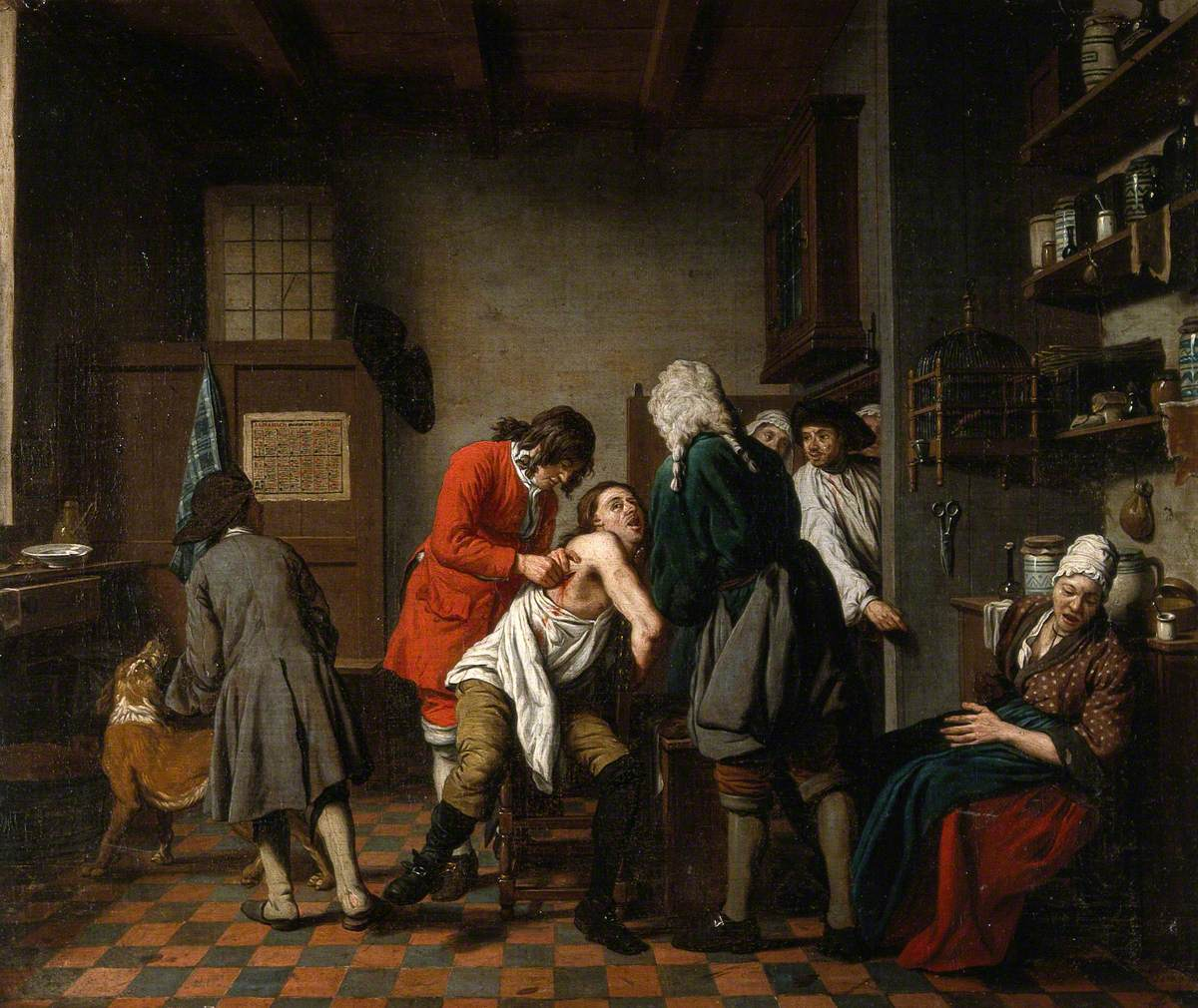
Interior with a Surgeon and His Apprentice Attending to a Patient

Ян Йозеф Хореманс-старший (нидерл. Jan Josef Horemans the Elder, 1682—1759) — известный фламандский художник первой половины XVIII века. В основном он создавал жанровые работы, но также портреты и исторические аллегории.

## Биография
Родился в Антверпене, на территории современной Бельгии. Был учеником художников Яна ван Пи (нидерл. Jan van Pee) и Мишеля Франса ван дер Вуорта (нидерл. Michiel Frans van der Voort).
В 1706 году он стал мастером в Антверпенской гильдии святого Луки в качестве ученика Михеля Франса ван дер Вуорта. В следующем году он женился на дочери своего учителя Марии-Франциске. Их сын Ян Йозеф Хореманс Младший (нидерл. Jan Josef Horemans the Younger) также стал художником.
Был учителем своего младшего брата Питера Иакова и его сына Яна Йозефа. Умер в Антверпене.

## Творчество
Ян Йозеф Хореманс-старший известен портретами, жанровыми произведениями и историческими аллегориями. Он создал большое количество небольших анекдотических картин, выполненных в традициях фламандских художников XVII века. Его работы были довольно тёмными, и позже его прозвали «le brun» (коричневый) и «le sombre» (тёмный), чтобы отличить его от сына, которого прозвали «le clair» (ясный, чистый) за его более чёткую палитру.
Ян Йозеф Хореманс был ведущим летописцем повседневной жизни в Антверпене в первой половине XVIII века. Он использовал различные приёмы и трюки в композиции, чтобы ярко представить жизнь в частных домах, гостиницах и дворах.
Его работы были высоко оценены на рынке. Большинство его картин подписаны.

## Наследие
До наших дней дошло много работ этого художника. Они представлены в музеях по всему миру, содержатся в частных коллекциях, торгуются на аукционах. Их можно увидеть в музеях Нидерландов, Франции, Германии, Великобритании и других стран. Представлен он и в России.
С подробным описанием мест, работ, а также стоимости некоторых работ на аукционах, в том числе и Sothebi’s, можно ознакомиться на сайте RKD Foundation (Нидерланды).